# Qualificazioni al campionato mondiale di calcio 1982 - UEFA

Da destra: il portiere jugoslavo Pantelić anticipa il centrocampista italiano Tardelli durante la sfida di Torino del 15 novembre 1980.

Sono elencate di seguito le date e i risultati della zona europea (UEFA) per le qualificazioni al mondiale del 1982.

## Formula
34 membri FIFA per 14 posti, la Spagna è qualificata direttamente come paese ospitante. Rimangono 33 squadre (incluso Israele) per 13 posti disponibili per la fase finale: si suddividono in 7 gruppi di qualificazione, sei gruppi composti da cinque squadre e un gruppo composto da tre squadre. Ogni squadra gioca partite di andata e ritorno; nei gruppi di cinque squadre si qualificano alla fase finale le prime 2 classificate, nel gruppo di tre squadre si qualifica alla fase finale la prima classificata.

## Sorteggio
I sorteggi per la composizione dei gruppi si svolgono il 14 ottobre 1979. Israele, che aveva chiesto l'inserimento in un gruppo europeo, viene inserita nel Gruppo 6 solo dopo il sorteggio, poiché unico gruppo a non avere squadre dell'Est, contrarie all'inserimento di Israele nella zona europea. L'Albania viene inserita d'ufficio nel Gruppo 1 per evitare di finire nello stesso girone dell'Unione Sovietica. Le gare si disputano dal 26 marzo 1980 al 5 dicembre 1981.
Le squadre vennero suddivise in cinque fasce:
| Fascia 1                                                                                  | Fascia 2                                                                | Fascia 3                                                                    | Fascia 4                                                                  | Fascia 5                                                     |
| ----------------------------------------------------------------------------------------- | ----------------------------------------------------------------------- | --------------------------------------------------------------------------- | ------------------------------------------------------------------------- | ------------------------------------------------------------ |
| - Italia - Paesi Bassi - Germania Ovest - Cecoslovacchia - Inghilterra - Polonia - Scozia | - Unione Sovietica - Austria - Francia - Svezia - Ungheria - Jugoslavia | - Belgio - Germania Est - Portogallo - Romania - Bulgaria - Galles - Grecia | - Irlanda del Nord - Irlanda - Finlandia - Danimarca - Turchia - Svizzera | - Cipro - Malta - Lussemburgo - Norvegia - Islanda - Albania |

## Gruppo 1
| Data              | Luogo      | Squadra 1      | Risultato | Squadra 2      |
| ----------------- | ---------- | -------------- | --------- | -------------- |
| 4 giugno 1980     | Helsinki   | Finlandia      | 0 - 2     | Bulgaria       |
| 3 settembre 1980  | Tirana     | Albania        | 2 - 0     | Finlandia      |
| 24 settembre 1980 | Helsinki   | Finlandia      | 0 - 2     | Austria        |
| 19 ottobre 1980   | Sofia      | Bulgaria       | 2 - 1     | Albania        |
| 15 novembre 1980  | Vienna     | Austria        | 5 - 0     | Albania        |
| 3 dicembre 1980   | Sofia      | Bulgaria       | 1 - 3     | Germania Ovest |
| 6 dicembre 1980   | Tirana     | Albania        | 0 - 1     | Austria        |
| 1º aprile 1981    | Tirana     | Albania        | 0 - 2     | Germania Ovest |
| 29 aprile 1981    | Amburgo    | Germania Ovest | 2 - 0     | Austria        |
| 13 maggio 1981    | Sofia      | Bulgaria       | 4 - 0     | Finlandia      |
| 24 maggio 1981    | Lahti      | Finlandia      | 0 - 4     | Germania Ovest |
| 28 maggio 1981    | Vienna     | Austria        | 2 - 0     | Bulgaria       |
| 17 giugno 1981    | Linz       | Austria        | 5 - 1     | Finlandia      |
| 2 settembre 1981  | Kotka      | Finlandia      | 2 - 1     | Albania        |
| 23 settembre 1981 | Bochum     | Germania Ovest | 7 - 1     | Finlandia      |
| 14 ottobre 1981   | Tirana     | Albania        | 0 - 2     | Bulgaria       |
| 14 ottobre 1981   | Vienna     | Austria        | 1 - 3     | Germania Ovest |
| 11 novembre 1981  | Sofia      | Bulgaria       | 0 - 0     | Austria        |
| 18 novembre 1981  | Dortmund   | Germania Ovest | 8 - 0     | Albania        |
| 22 novembre 1981  | Düsseldorf | Germania Ovest | 4 - 0     | Bulgaria       |

| Pos | Squadra        | Pti | G | V | N | P | GF | GS | DR  |
| --- | -------------- | --- | - | - | - | - | -- | -- | --- |
| 1   | Germania Ovest | 16  | 8 | 8 | 0 | 0 | 33 | 3  | +30 |
| 2   | Austria        | 11  | 8 | 5 | 1 | 2 | 16 | 6  | +10 |
| 3   | Bulgaria       | 9   | 8 | 4 | 1 | 3 | 11 | 10 | +1  |
| 4   | Albania        | 2   | 8 | 1 | 0 | 7 | 4  | 22 | -18 |
| 5   | Finlandia      | 2   | 8 | 1 | 0 | 7 | 4  | 27 | -23 |

 Germania Ovest e  Austria qualificate.

## Gruppo 2
| Data              | Luogo     | Squadra 1   | Risultato | Squadra 2   |
| ----------------- | --------- | ----------- | --------- | ----------- |
| 26 marzo 1980     | Nicosia   | Cipro       | 2 - 3     | Irlanda     |
| 10 settembre 1980 | Dublino   | Irlanda     | 2 - 1     | Paesi Bassi |
| 11 ottobre 1980   | Limassol  | Cipro       | 0 - 7     | Francia     |
| 15 ottobre 1980   | Dublino   | Irlanda     | 1 - 1     | Belgio      |
| 28 ottobre 1980   | Parigi    | Francia     | 2 - 0     | Irlanda     |
| 19 novembre 1980  | Bruxelles | Belgio      | 1 - 0     | Paesi Bassi |
| 19 novembre 1980  | Dublino   | Irlanda     | 6 - 0     | Cipro       |
| 21 dicembre 1980  | Nicosia   | Cipro       | 0 - 2     | Belgio      |
| 18 febbraio 1981  | Bruxelles | Belgio      | 3 - 2     | Cipro       |
| 22 febbraio 1981  | Groningen | Paesi Bassi | 3 - 0     | Cipro       |
| 25 marzo 1981     | Rotterdam | Paesi Bassi | 1 - 0     | Francia     |
| 25 marzo 1981     | Bruxelles | Belgio      | 1 - 0     | Irlanda     |
| 29 aprile 1981    | Nicosia   | Cipro       | 0 - 1     | Paesi Bassi |
| 29 aprile 1981    | Parigi    | Francia     | 3 - 2     | Belgio      |
| 9 settembre 1981  | Rotterdam | Paesi Bassi | 2 - 2     | Irlanda     |
| 9 settembre 1981  | Bruxelles | Belgio      | 2 - 0     | Francia     |
| 14 ottobre 1981   | Rotterdam | Paesi Bassi | 3 - 0     | Belgio      |
| 14 ottobre 1981   | Dublino   | Irlanda     | 3 - 2     | Francia     |
| 18 novembre 1981  | Parigi    | Francia     | 2 - 0     | Paesi Bassi |
| 5 dicembre 1981   | Parigi    | Francia     | 4 - 0     | Cipro       |

| Pos | Squadra     | Pti | G | V | N | P | GF | GS | DR  |
| --- | ----------- | --- | - | - | - | - | -- | -- | --- |
| 1   | Belgio      | 11  | 8 | 5 | 1 | 2 | 12 | 9  | +3  |
| 2   | Francia     | 10  | 8 | 5 | 0 | 3 | 20 | 8  | +12 |
| 3   | Irlanda     | 10  | 8 | 4 | 2 | 2 | 17 | 11 | +6  |
| 4   | Paesi Bassi | 9   | 8 | 4 | 1 | 3 | 11 | 7  | +4  |
| 5   | Cipro       | 0   | 8 | 0 | 0 | 8 | 4  | 29 | -25 |

 Belgio e  Francia qualificati.

## Gruppo 3
| Data              | Luogo      | Squadra 1        | Risultato | Squadra 2        |
| ----------------- | ---------- | ---------------- | --------- | ---------------- |
| 2 giugno 1980     | Reykjavík  | Islanda          | 0 - 4     | Galles           |
| 3 settembre 1980  | Reykjavík  | Islanda          | 1 - 2     | Unione Sovietica |
| 24 settembre 1980 | Smirne     | Turchia          | 1 - 3     | Islanda          |
| 15 ottobre 1980   | Mosca      | Unione Sovietica | 5 - 0     | Islanda          |
| 15 ottobre 1980   | Cardiff    | Galles           | 4 - 0     | Turchia          |
| 19 novembre 1980  | Cardiff    | Galles           | 1 - 0     | Cecoslovacchia   |
| 3 dicembre 1980   | Praga      | Cecoslovacchia   | 2 - 0     | Turchia          |
| 25 marzo 1981     | Ankara     | Turchia          | 0 - 1     | Galles           |
| 15 aprile 1981    | Istanbul   | Turchia          | 0 - 3     | Cecoslovacchia   |
| 27 maggio 1981    | Bratislava | Cecoslovacchia   | 6 - 1     | Islanda          |
| 30 maggio 1981    | Wrexham    | Galles           | 0 - 0     | Unione Sovietica |
| 9 settembre 1981  | Reykjavík  | Islanda          | 2 - 0     | Turchia          |
| 9 settembre 1981  | Praga      | Cecoslovacchia   | 2 - 0     | Galles           |
| 23 settembre 1981 | Mosca      | Unione Sovietica | 4 - 0     | Turchia          |
| 23 settembre 1981 | Reykjavík  | Islanda          | 1 - 1     | Cecoslovacchia   |
| 7 ottobre 1981    | Smirne     | Turchia          | 0 - 3     | Unione Sovietica |
| 14 ottobre 1981   | Swansea    | Galles           | 2 - 2     | Islanda          |
| 28 ottobre 1981   | Tbilisi    | Unione Sovietica | 2 - 0     | Cecoslovacchia   |
| 18 novembre 1981  | Tbilisi    | Unione Sovietica | 3 - 0     | Galles           |
| 29 novembre 1981  | Bratislava | Cecoslovacchia   | 1 - 1     | Unione Sovietica |

| Pos | Squadra          | Pti | G | V | N | P | GF | GS | DR  |
| --- | ---------------- | --- | - | - | - | - | -- | -- | --- |
| 1   | Unione Sovietica | 14  | 8 | 6 | 2 | 0 | 20 | 2  | +18 |
| 2   | Cecoslovacchia   | 10  | 8 | 4 | 2 | 2 | 15 | 6  | +9  |
| 3   | Galles           | 10  | 8 | 4 | 2 | 2 | 12 | 7  | +5  |
| 4   | Islanda          | 6   | 8 | 2 | 2 | 4 | 10 | 21 | -11 |
| 5   | Turchia          | 0   | 8 | 0 | 0 | 8 | 1  | 22 | -21 |

 Unione Sovietica e  Cecoslovacchia qualificate.

## Gruppo 4
| Data              | Luogo    | Squadra 1   | Risultato | Squadra 2   |
| ----------------- | -------- | ----------- | --------- | ----------- |
| 10 settembre 1980 | Londra   | Inghilterra | 4 - 0     | Norvegia    |
| 24 settembre 1980 | Oslo     | Norvegia    | 1 - 1     | Romania     |
| 15 ottobre 1980   | Bucarest | Romania     | 2 - 1     | Inghilterra |
| 29 ottobre 1980   | Berna    | Svizzera    | 1 - 2     | Norvegia    |
| 19 novembre 1980  | Londra   | Inghilterra | 2 - 1     | Svizzera    |
| 28 aprile 1981    | Lucerna  | Svizzera    | 2 - 2     | Ungheria    |
| 29 aprile 1981    | Londra   | Inghilterra | 0 - 0     | Romania     |
| 13 maggio 1981    | Budapest | Ungheria    | 1 - 0     | Romania     |
| 20 maggio 1981    | Oslo     | Norvegia    | 1 - 2     | Ungheria    |
| 30 maggio 1981    | Basilea  | Svizzera    | 2 - 1     | Inghilterra |
| 3 giugno 1981     | Bucarest | Romania     | 1 - 0     | Norvegia    |
| 6 giugno 1981     | Budapest | Ungheria    | 1 - 3     | Inghilterra |
| 17 giugno 1981    | Oslo     | Norvegia    | 1 - 1     | Svizzera    |
| 9 settembre 1981  | Oslo     | Norvegia    | 2 - 1     | Inghilterra |
| 23 settembre 1981 | Bucarest | Romania     | 0 - 0     | Ungheria    |
| 10 ottobre 1981   | Bucarest | Romania     | 1 - 2     | Svizzera    |
| 14 ottobre 1981   | Budapest | Ungheria    | 3 - 0     | Svizzera    |
| 31 ottobre 1981   | Budapest | Ungheria    | 4 - 1     | Norvegia    |
| 11 novembre 1981  | Berna    | Svizzera    | 0 - 0     | Romania     |
| 18 novembre 1981  | Londra   | Inghilterra | 1 - 0     | Ungheria    |

| Pos | Squadra     | Pti | G | V | N | P | GF | GS | DR |
| --- | ----------- | --- | - | - | - | - | -- | -- | -- |
| 1   | Ungheria    | 10  | 8 | 4 | 2 | 2 | 13 | 8  | +5 |
| 2   | Inghilterra | 9   | 8 | 4 | 1 | 3 | 13 | 8  | +5 |
| 3   | Romania     | 8   | 8 | 2 | 4 | 2 | 5  | 5  | 0  |
| 4   | Svizzera    | 7   | 8 | 2 | 3 | 3 | 9  | 12 | -3 |
| 5   | Norvegia    | 6   | 8 | 2 | 2 | 4 | 8  | 15 | -7 |

 Ungheria e  Inghilterra qualificate.

## Gruppo 5
| Data              | Luogo       | Squadra 1   | Risultato | Squadra 2   |
| ----------------- | ----------- | ----------- | --------- | ----------- |
| 10 settembre 1980 | Lussemburgo | Lussemburgo | 0 - 5     | Jugoslavia  |
| 27 settembre 1980 | Lubiana     | Jugoslavia  | 2 - 1     | Danimarca   |
| 11 ottobre 1980   | Lussemburgo | Lussemburgo | 0 - 2     | Italia      |
| 15 ottobre 1980   | Copenaghen  | Danimarca   | 0 - 1     | Grecia      |
| 1º novembre 1980  | Roma        | Italia      | 2 - 0     | Danimarca   |
| 15 novembre 1980  | Torino      | Italia      | 2 - 0     | Jugoslavia  |
| 19 novembre 1980  | Copenaghen  | Danimarca   | 4 - 0     | Lussemburgo |
| 6 dicembre 1980   | Atene       | Grecia      | 0 - 2     | Italia      |
| 28 gennaio 1981   | Salonicco   | Grecia      | 2 - 0     | Lussemburgo |
| 11 marzo 1981     | Lussemburgo | Lussemburgo | 0 - 2     | Grecia      |
| 29 aprile 1981    | Spalato     | Jugoslavia  | 5 - 1     | Grecia      |
| 1º maggio 1981    | Lussemburgo | Lussemburgo | 1 - 2     | Danimarca   |
| 3 giugno 1981     | Copenaghen  | Danimarca   | 3 - 1     | Italia      |
| 9 settembre 1981  | Copenaghen  | Danimarca   | 1 - 2     | Jugoslavia  |
| 14 ottobre 1981   | Salonicco   | Grecia      | 2 - 3     | Danimarca   |
| 17 ottobre 1981   | Belgrado    | Jugoslavia  | 1 - 1     | Italia      |
| 14 novembre 1981  | Torino      | Italia      | 1 - 1     | Grecia      |
| 21 novembre 1981  | Novi Sad    | Jugoslavia  | 5 - 0     | Lussemburgo |
| 29 novembre 1981  | Atene       | Grecia      | 1 - 2     | Jugoslavia  |
| 5 dicembre 1981   | Napoli      | Italia      | 1 - 0     | Lussemburgo |

| Pos | Squadra     | Pti | G | V | N | P | GF | GS | DR  |
| --- | ----------- | --- | - | - | - | - | -- | -- | --- |
| 1   | Jugoslavia  | 13  | 8 | 6 | 1 | 1 | 22 | 7  | +15 |
| 2   | Italia      | 12  | 8 | 5 | 2 | 1 | 12 | 5  | +7  |
| 3   | Danimarca   | 8   | 8 | 4 | 0 | 4 | 14 | 11 | +3  |
| 4   | Grecia      | 7   | 8 | 3 | 1 | 4 | 10 | 13 | -3  |
| 5   | Lussemburgo | 0   | 8 | 0 | 0 | 8 | 1  | 23 | -22 |

 Jugoslavia e  Italia qualificate.

## Gruppo 6
| Data              | Luogo     | Squadra 1        | Risultato | Squadra 2        |
| ----------------- | --------- | ---------------- | --------- | ---------------- |
| 26 marzo 1980     | Ramat Gan | Israele          | 0 - 0     | Irlanda del Nord |
| 18 giugno 1980    | Stoccolma | Svezia           | 1 - 1     | Israele          |
| 10 settembre 1980 | Stoccolma | Svezia           | 0 - 1     | Scozia           |
| 15 ottobre 1980   | Belfast   | Irlanda del Nord | 3 - 0     | Svezia           |
| 15 ottobre 1980   | Glasgow   | Scozia           | 0 - 0     | Portogallo       |
| 12 novembre 1980  | Ramat Gan | Israele          | 0 - 0     | Svezia           |
| 19 novembre 1980  | Lisbona   | Portogallo       | 1 - 0     | Irlanda del Nord |
| 17 dicembre 1980  | Lisbona   | Portogallo       | 3 - 0     | Israele          |
| 25 febbraio 1981  | Ramat Gan | Israele          | 0 - 1     | Scozia           |
| 25 marzo 1981     | Glasgow   | Scozia           | 1 - 1     | Irlanda del Nord |
| 28 aprile 1981    | Glasgow   | Scozia           | 3 - 1     | Israele          |
| 29 aprile 1981    | Belfast   | Irlanda del Nord | 1 - 0     | Portogallo       |
| 3 giugno 1981     | Stoccolma | Svezia           | 1 - 0     | Irlanda del Nord |
| 24 giugno 1981    | Stoccolma | Svezia           | 3 - 0     | Portogallo       |
| 9 settembre 1981  | Glasgow   | Scozia           | 2 - 0     | Svezia           |
| 14 ottobre 1981   | Belfast   | Irlanda del Nord | 0 - 0     | Scozia           |
| 14 ottobre 1981   | Lisbona   | Portogallo       | 1 - 2     | Svezia           |
| 28 ottobre 1981   | Ramat Gan | Israele          | 4 - 1     | Portogallo       |
| 18 novembre 1981  | Belfast   | Irlanda del Nord | 1 - 0     | Israele          |
| 18 novembre 1981  | Lisbona   | Portogallo       | 2 - 1     | Scozia           |

| Pos | Squadra          | Pti | G | V | N | P | GF | GS | DR |
| --- | ---------------- | --- | - | - | - | - | -- | -- | -- |
| 1   | Scozia           | 11  | 8 | 4 | 3 | 1 | 9  | 4  | +5 |
| 2   | Irlanda del Nord | 9   | 8 | 3 | 3 | 2 | 6  | 3  | +3 |
| 3   | Svezia           | 8   | 8 | 3 | 2 | 3 | 7  | 8  | -1 |
| 4   | Portogallo       | 7   | 8 | 3 | 1 | 4 | 8  | 11 | -3 |
| 5   | Israele          | 5   | 8 | 1 | 3 | 4 | 6  | 10 | -4 |

 Scozia e  Irlanda del Nord qualificate.

## Gruppo 7
| Data             | Luogo       | Squadra 1    | Risultato | Squadra 2    |
| ---------------- | ----------- | ------------ | --------- | ------------ |
| 7 dicembre 1980  | La Valletta | Malta        | 0 - 2     | Polonia      |
| 4 aprile 1981    | La Valletta | Malta        | 1 - 2     | Germania Est |
| 2 maggio 1981    | Chorzów     | Polonia      | 1 - 0     | Germania Est |
| 10 ottobre 1981  | Lipsia      | Germania Est | 2 - 3     | Polonia      |
| 11 novembre 1981 | Jena        | Germania Est | 5 - 1     | Malta        |
| 15 novembre 1981 | Breslavia   | Polonia      | 6 - 0     | Malta        |

| Pos | Squadra      | Pti | G | V | N | P | GF | GS | DR  |
| --- | ------------ | --- | - | - | - | - | -- | -- | --- |
| 1   | Polonia      | 8   | 4 | 4 | 0 | 0 | 12 | 2  | +10 |
| 2   | Germania Est | 4   | 4 | 2 | 0 | 2 | 9  | 6  | +3  |
| 3   | Malta        | 0   | 4 | 0 | 0 | 4 | 2  | 15 | -13 |

 Polonia qualificata.